# Pinito del Oro
María Cristina del Pino Segura Gómez, de nom artístic Pinito del Oro (Las Palmas de Gran Canaria, 6 de novembre de 1931-Las Palmas de Gran Canaria, 25 d'octubre de 2017) va ser una trapezista de circ, escriptora i empresària espanyola, que el 1990 va rebre el Premi Nacional de Circ, i el 1998 la Medalla d'Or al Mèrit en les Belles Arts.

## Primers anys
Segura va néixer en el circ del seu pare, José Segura Fenollar, una dels onze germans del circ Germans Segura, en el barri de Guanarteme, a Las Palmas de Gran Canària. Va ser la més petita dels set fills que van viure, dels 19 fills que va tenir la seva mare, artistes tots, així que la seva mare no va voler que es dediqués al circ. Durant la infància, una nit en la qual viatjava la troupe Segura des de Cadis cap a la fira de Sevilla, el camió va bolcar i va morir la seva germana Esther. El seu pare, encara que no creia en el talent de Segura, es va veure en la necessitat de fer-la pujar al trapezi per a completar la funció. Es va convertir en una especialista de la tècnica de l'equilibri al vol sobre el trapezi i mai va usar mecànica (lonja) de seguretat.

## Trajectòria professional
Durant un nadal a València, quan Segura treballava en el Circ dels Germans Díaz, va conèixer el representant per a Europa del Ringling Brothers and Barnum & Bailey Circus. Per a ser contractada i poder viatjar als Estats Units –en ser menor d'edat– es va casar amb Juan de la Fuente. La parella es va traslladar a Nova York i Segura va treballar en el Ringling durant dotze anys. El seu espòs va aprendre l'ofici d'aguantar-li l'escala cap al trapezi i la va acompanyar en l'escenari durant la seva carrera. El 1955, gràcies a Joan Carcellé, va tornar a Espanya per a actuar per primera vegada en el Circ Price, situat a la Plaza del Rey de Madrid, on va ser rebuda com una estrella, i després va ser una convidada recurrent del programa de circ fins a 1958.
Va filmar el 1956 el doblatge de les escenes en el trapezi de Gina Lollobrigida, de la pel·lícula del director Carol Reed, Trapezi. Cecil B. DeMille la va intentar contractar per a una pel·lícula sobre el circ, però ella el va rebutjar ja que DeMille no volia permetre que el seu nom figurés en els crèdits.
Va sofrir tres caigudes gairebé mortals a Huelva, a Suècia i a Laredo. En la primera es va trencar el crani i va romandre vuit dies en coma, quan tenia només 17 anys. Es va trencar una altra vegada el crani, tres vegades les mans, i van haver d'operar-li els peus per a alçar-li els dits, encorbats de tant puntejar en el trapezi. Després de sofrir l'últim accident, es va retirar per primera vegada del trapezi el 1960 i es va dedicar al negoci de l'hostaleria, inaugurant a la seva ciutat natal l'Hotel Pinito del Oro.
El 1968 va tornar a reaparèixer en el Price, sota la direcció de Manuel Feijoo i Arturo Castella, tant en el programa estable com en l'itinerant. Es va retirar definitivament de la pista a l'abril de 1970, en l'última funció que va fer el Price abans de la seva demolició, com a homenatge a la seva trajectòria va demanar a la seva companya Mary Santpere que l'acomiadés.
A més de les actuacions circenses, Pinito del Oro va trobar temps per a publicar tres llibres sobre el circ: Trapecio. Conocimiento y técnica i Memorias de una trapecista. Autobiografía; així com les novel·les: Nacida para el circo, La víspera i El Italiano; amb aquestes últimes, va quedar finalista en alguns certàmens literaris com el Ciutat d'Oviedo i el Blasco Ibáñez.
El 2017, després de rebre la Medalla d'Or de Canàries, va fer un balanç de la seva vida: "Només m'he sentit feliç en el trapezi. En l'artístic he triomfat, ho vaig aconseguir tot; en el personal el balanç no és tan positiu". Segura va morir el 25 d'octubre de 2017 a Las Palmas de Gran Canaria, als 86 anys, a causa d'un accident cerebrovascular.

## Obra

### Narrativa
- 1957 - Cuentos de circo. Editorial Reus. ISBN 978-84-290-0706-0.[23][24]
- 1967 - Trapecio. Conocimiento y técnica. Editorial Reus. ISBN 978-84-290-1153-1.[25][26]
- 1971 - Nacida para el circo. Editorial Prometeu. ISBN 978-84-7199-032-7.[27][28]
- 1974 - La víspera. Editorial Gràfiques Mirall. ISBN 978-84-300-6040-5.[29][30]
- 1977 - El Italiano. Editorial Romermán. ISBN 978-84-400-2184-7.[31][32]
- 2010 - Memorias de una trapecista. Autobiografía. Editorial PPU. ISBN 978-84-477-1098-0.[33]

### Filmografia
- 1956 - Trapezi, del director de cinema anglès Carol Reed.[15]

## Premis i distincions
- 1956 - Reina del I Festival Mundial del Circ, celebrat a Barcelona.[34][35]
- 1958 - Medalla del Sindicat d'Espectacles.[36][34]
- Medalla d'Or del Circ Scott de Suècia.[37]
- 1988 - Medalla d'Or del Primer Congrés Internacional dels Amics del Circ.
- 1990 - Premi Nacional del Circ, per la seva meritòria labor artística en l'àmbit circense, que atorga el Ministeri de Cultura.[1]
- 1995 - Distinció de Filla Predilecta de la ciutat, per l'Ajuntament de Las Palmas de Gran Canaria.[36]
- 1998 - Medalla d'Or al Mèrit en les Belles arts, en la modalitat de circ, que atorga el Ministeri de Cultura, a les persones o institucions que destaquen en els diferents camps de les arts.[2]
- 2017 - Medalla d'Or de Canàries, pel Govern de Canàries.[38]

## Reconeixements
El 1994, l'Ajuntament de Las Palmas de Gran Canària va nomenar una plaça de la ciutat Plaza de la Artista Pinito del Oro La casa de la cultura d'Albaladejo, a la província de Ciudad Real, porta el nom Pinito del Oro en honor seu ja que la seva mare era natural d'aquesta localitat. També té una imatge en el Museu de Cera de Madrid.
L'Associació Nacional d'Amics dels Teatres Històrics d'Espanya (AMIThE), va crear el 2018 el premi a les arts circenses Pinito del Oro, que forma part del palmarès del Festival Internacional de Circ d'Albacete per a reconèixer l'atracció o artista que es facin creditors del número 'encara més difícil'.
El 24 de maig de 2019, la companyia madrilenya La Casquería Teatro va estrenar en el nou Teatre Circ Price, Pinito. Sombras de un trapecio, sota la direcció de David Utrilla, Sebastián Moreno i Raquel Calonge; i representada per Ángel Savín, Teresa Hernández, Itziar Cabello i David Roldán, una performance de circ que combina escenes de la vida de Segura amb les de la seva faceta com a artista.
Amb motiu del cinquanta aniversari de la demolició del Price de la Plaza del Rey de Madrid el 1970, el Circ Price de la Ronda de Atocha va presentar, el 2020, l'espectacle Mil Novecientos Setenta Sombreros, un muntatge de circ i teatre amb la dramatúrgia d'Aránzazu Riosalido i Pepe Viyuela, sota la direcció d'Hernán Gené, en el qual entre altres personatges del circ espanyol del segle xx, va aparèixer Pinito del Oro, representada per l'actriu Marta Larralde.